# Lake Washington Ship Canal
Le Lake Washington Ship Canal est un canal fluvial qui traverse la ville de Seattle aux États-Unis et relie la masse d'eau douce du lac Washington au détroit d'eau salée de Puget Sound.
Le canal s'étend d'est en ouest et relie la Union Bay (en), le Montlake Cut (en), la Portage Bay, le lac Union, le Fremont Cut (en), la Salmon Bay et la Shilshole Bay (en).
Les Ballard Locks adaptent la différence de niveau d'eau entre le lac et le détroit.
Le canal est inscrit au Registre national des lieux historiques.

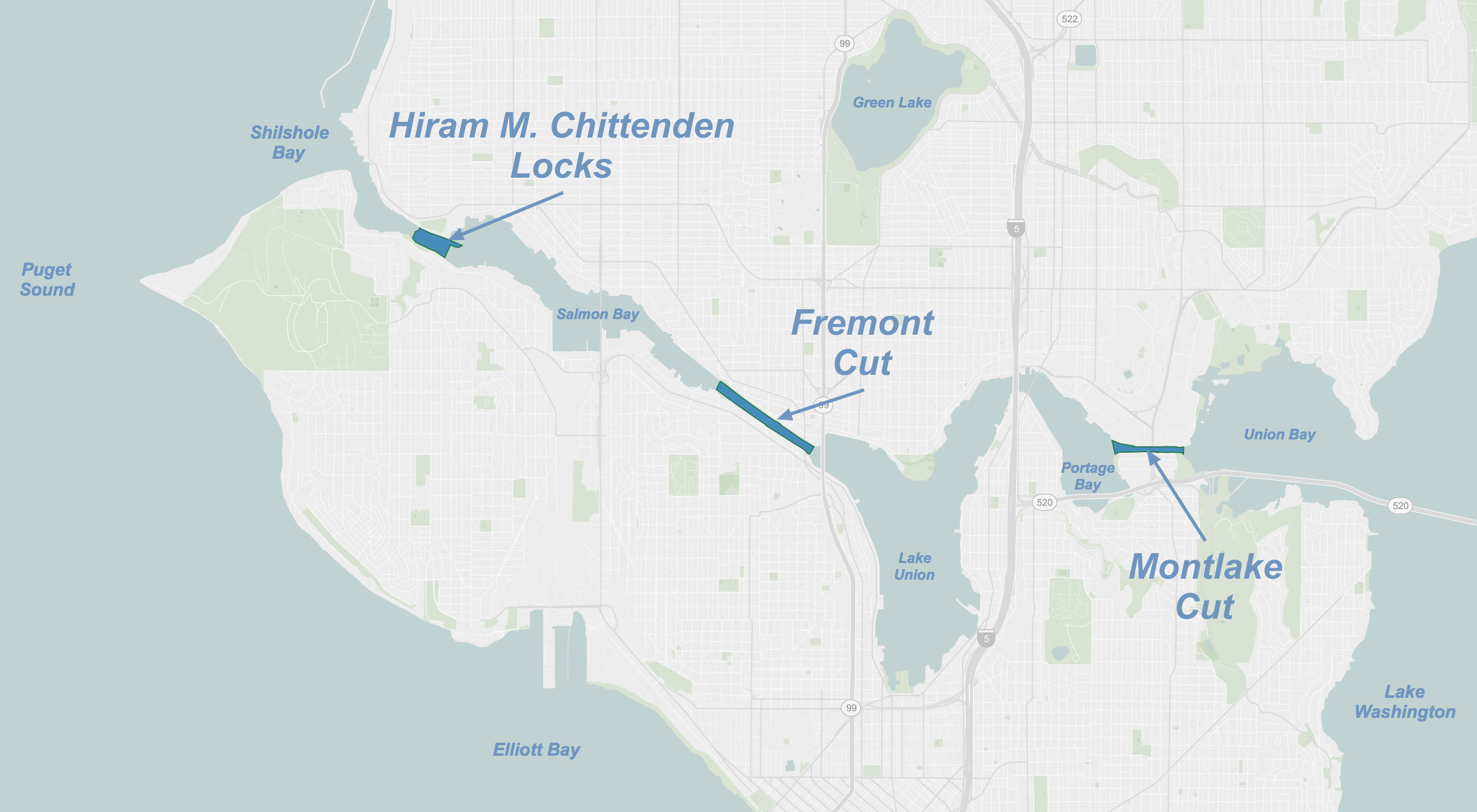
Carte du Lake Washington Ship Canal.